# Attrapez-moi ce lapin
Attrapez-moi ce lapin (titre original : Catch That Rabbit) est une nouvelle de science-fiction d'Isaac Asimov, publiée pour la première fois en février 1944 dans Astounding Science Fiction.

## Titre
« Avant de chercher un remède, il faut trouver le mal. La première condition pour préparer un civet de lapin est d'abord d'attraper le lapin. Eh bien, notre lapin, il faut de même l'attraper ! »

## Publications

### Publications aux États-Unis
La nouvelle est publiée pour la première fois en février 1944 dans Astounding Science Fiction.

### Publications en France
La nouvelle paraît en France, notamment, dans les recueils Les Robots et Nous les robots.

### Publications dans d'autres pays
La nouvelle a été publiée dans divers pays sous les titres suivants :
- Allemagne : Erst den Hasen fangen ! (1952)
- Espagne : Atrapa esa liebre (1956)
- Japon : 野うさぎを追つて (1963)
- Hongrie : Fogd meg a nyulat ! (1966)
- Pays-Bas : Vingers (1966)
- Roumanie : Întâi să prindem iepurele (1967)
- Italie : Il robot multiplo (1973) puis Iniziativa personale (2003)

## Résumé
Les testeurs Grégory Powell et Michael Donovan sont chargés d'évaluer un robot-contremaître, DV-5, surnommé « Dave ». Dave est équipé de façon à pouvoir contrôler à distance jusqu'à six autres robots ouvriers, ses « doigts ». En l'espèce, il s'agit de robots mineurs qui exploitent les gisements de minerais d'un astéroïde.
Pour une raison inconnue, Dave ne tient pas ses objectifs : à trois reprises, aucun minerai n'a été extrait et il ne peut donner aucune explication. Le travail se déroule pourtant très bien lorsque les testeurs viennent en personne surveiller la mine, et aucun test théorique ne montre de faille dans son cerveau positronique.
Espionnant les robots avec des caméras, Powell et Donovan découvrent qu'ils se livrent à d'étranges chorégraphies. Lorsqu'ils s'approchent, tout redevient normal et Dave paraît troublé.
La télésurveillance ne donnant rien, les humains décident de retourner observer les robots sur le terrain, et assistent à nouveau au « ballet » des robots. C'est alors qu'ils sont pris dans un éboulement - et ce au moment où aucun robot ne peut les aider !
Pris d'une inspiration, Powell détruit avec une arme l'un des « robots doigts » et Dave redevient normal. En attendant les secours, Powell donne une explication : Dave ne « perdait la boule » que lorsqu'il devait guider précisément ses six « doigts » à la fois, dans des cas délicats, et sans humain pour l'aider. C'est donc le stress qui le court-circuitait, et le « ballet » était en fait… l'équivalent, pour lui, de pianoter des doigts pour un humain !